# 텔마 홉킨스
텔마 홉킨스(Telma Hopkins, 1948년 10월 28일 ~ )는 미국의 배우이자 가수로, 토니 올랜도 앤 돈의 멤버로 활동하고 있다.

## 출연 작품
- 러브 그루 (2008)
- 레인 (2001)
- 더 우드 (1999)
- 트랜서 3 (1992)
- 트랜서 2 (1991)
- 졸부 수첩 (1990)
- 인턴 X (1990)
- 트랜서 (1985)
- 뿌리 - 그 다음 세대 (1979)
- 사랑의 유람선 (1977)